# Klára Andrássy
Klára Gräfin Andrássy von Csíkszentkirály und Krasznahorka (* 18. Januar 1898 in Budapest; † 12. April 1941 in Dubrovnik, Kroatien) war eine ungarische Adelige und Journalistin.

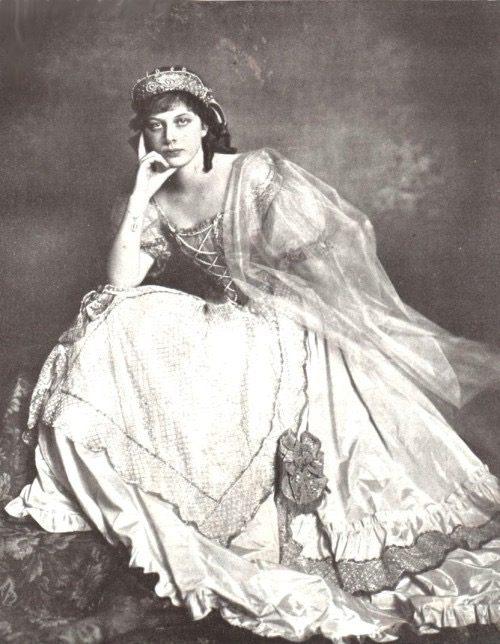
Klára Andrássy in jungen Jahren

## Leben
Klára, in der Familie „Kája“ genannt, war die jüngste Tochter des Grafen Tivadar Andrássy (1857–1905) und dessen Ehefrau, der Gräfin Eleonore Maria Rudolphine Zichy (1867–1945). Klára war die Enkelin des bekannten ungarischen Politikers Gyula Andrássy, dem ersten Ministerpräsidenten Ungarns nach dem Ausgleich, welcher später den Posten des Außenministers in Österreich-Ungarn (1871 bis 1879) innehatte. Nach dem frühen Tode des Vaters heiratete die Mutter ihren Schwager Gyula Andrássy (den Jüngeren), der für Klára und ihre drei Schwestern zum Ziehvater und Vormund wurde. Unter Aufsicht der außerordentlich strengen Mutter wuchsen Klára und ihre Schwestern mit Nursen und Zimmermädchen umgeben – im Winter in dem Budapester Andrássy-Palais auf der Fő utca 13 (I. Budapester Bezirk) und in Sommer auf den Familiengütern in Tőketerebes (Trebischau) – auf. Mit Hilfe ausländischer Erzieher erhielt Klára eine standesgemäße – für junge Damen der damaligen Gesellschaft übliche – Erziehung.
Während des Ersten Weltkriegs meldete sie sich, wie die meisten jungen Damen ihrer gesellschaftlichen Schicht, freiwillig als Pflegerin für verwundete Soldaten, die von der Front ins Hinterland transportiert wurden. Mit gleichgesinnten Zeitgenossinnen gründete sie ein Kinderhospital, welches den Namen Fehérkereszt (dt. „Weißes Kreuz“) erhielt. Die vier Monate der Ungarischen Räterepublik erlebte Klára Ende 1918 auf dem Gut ihres Schwagers József Cziráky in Dénesfa, einer kleinen Ortschaft in der Nähe von Kapuvár im heutigen Komitat Győr-Moson-Sopron, mit 362 Einwohnern (2015). Danach flüchtete die Familie in die Schweiz um erst nach Niederschlagung des Roten Terrors nach Ungarn zurückzukehren.
Unter den vier Töchtern des Theodor Andrássy galt Klára als die Hübscheste. In jungen Jahren war sie unter den Schwestern auch die konservativste. Politisch stand sie den Ansichten ihres Pflegevaters Gyula Andrássy nahe. Gemäß Tagebuch ihrer Mutter hegte man in der Familie Hoffnungen, dass der Erzherzog Albrecht II. von Österreich-Teschen Klára heiraten würde, da er im Jahre 1920 im Schweizer Exil um ihre Hand angehalten und sich mit ihr verlobt hatte. Das erwies sich jedoch als Trugschluss, da die Verlobung später wieder gelöst wurde. Letztlich heiratete sie am 5. September 1921 den Fürsten Karl Odescalchi. Aus der Ehe ging der Sohn Paul Otto hervor. Die Ehe verlief nicht glücklich und wurde 1927 geschieden.
Anfang des Jahres 1926 wurde Klara Andrássy die geschäftsführende Vorsitzende des „Heilig-Kronen-Verbandes der ungarischen Frauen“ (ung. Magyar Nők Szent Korona Szövetsége). Es handelte sich um einen Frauenverein, der es sich zum Ziel gesetzt hatte, konservativ gesinnte Frauen politisch zu aktivieren.

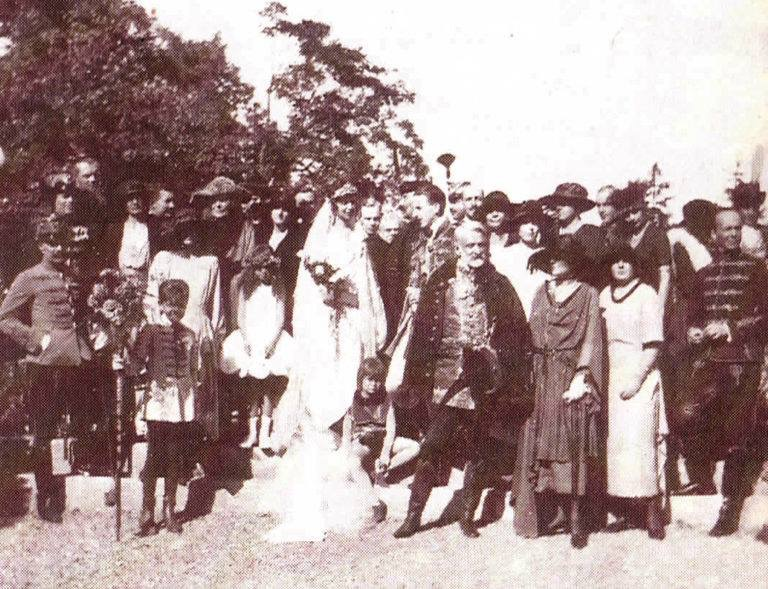
Hochzeit Klára Andrássys am 5. September 1921. In der Mitte der unteren Reihe steht Gyula Andrássy Junior in ungarischer Magnatentracht.

In ihren politischen Ansichten stand Klára Anfangs im krassen Gegensatz ihrer Schwester Katinka, die wegen ihrer Heirat mit Mihály Károly die „rote Gräfin“ genannt wurde. Sie brach zu dem Ehepaar Károly jeglichen Kontakt ab. Zu einer Aussöhnung kam es erst im Jahre 1934. Ihre ursprüngliche konservativ legitimistische Haltung gab sie zwischenzeitlich auf und schloss sich der bürgerlichen Linken an. Sie entwickelte sich zu einer überzeugten Antifaschistin, die mit Kommunisten sympathisierte und ab Februar 1938 regelmäßig aus dem Spanischen Bürgerkrieg berichtete, vor allem in der dänischen Zeitung Politiken und der französischen Zeitschrift L’Ordre. Gemäß ihrer Schwester Katinka soll sie in jener Zeit in die Kommunistische Partei der Tschechoslowakei eingetreten sein. Es gelang jedoch nicht, diese Behauptung mit Dokumenten zu belegen.
Im Januar 1939 kehrte Klára nach Ungarn zurück. Sie lebte in ihrem Budapester Palais, wo sie mit einem Zirkel von links gerichteten ungarischen Intellektuellen (zum Beispiel Dezső Keresztúry und István Bibó) regelmäßige Zusammenkünfte organisierte. Ende 1939 trat sie dem „Ungarisch-Polnischen Komitee“ zur Rettung von Flüchtlingen bei und stellte ihr Palais für die Aktivitäten des Komitees zur Verfügung. Die Hauptaufgabe dieses Komitees war die Rettung der vor den Nationalsozialisten geflüchteten Polen und Juden. In ihrem Palais siedelte provisorisch auch eine Niederlassung des polnischen Roten Kreuzes. Durch diese Tätigkeit fiel sie den Geheimdiensten auf, und sie geriet unter Beobachtung. Da ihr eine Verhaftung drohte, wandte sie sich an den damaligen Reichsverweser Ungarns Miklós Horthy und bat um die Erteilung eines Ausreisevisums, welches ihr auch gewährt wurde. Klára Andrássy erhielt das gewünschte Visum und verließ im April 1941 Ungarn mit der Absicht, über den Balkan und Ägypten nach Großbritannien zu gelangen.
In Dubrovnik angekommen, ging sie zur Post, um ihrer Familie telegrafisch ihre Ankunft mitzuteilen. Beim Verlassen der Post wurde sie von der Fliegerbombe eines deutschen Flugzeugs getroffen und dabei so schwer verletzt, dass sie kurze Zeit später am 12. April 1941 im Krankenhaus von Dubrovnik starb. Klára Andrássy wurde am 15. April 1941 im Friedhof zu Dubrovnik bestattet.
Klára Andrássys geistiges Erbe versuchte ihr Sohn Paul Otto Odescalchi – der seine Mutter sehr geschätzt hatte – zu bewahren. Beim Tod seiner Mutter war er erst 17 Jahre alt und lebte bei seinem Vater. Bis an sein Lebensende war er bestrebt, die Erinnerung an seine Mutter aufrechtzuerhalten. Der Nachlass von Klára wurde von ihrer Sekretärin zusammen mit dem Familiensilber in einen Koffer gepackt und der Familie übergeben. Als die Odescalchis zum Ende des Zweiten Weltkrieges Ungarn verlassen mussten, wurde dieser Koffer an die Schwester von Kláras geschiedenem Mann Eugenie Odescalchi übergeben. Der Koffer ging samt dem wertvollen Inhalt in späterer Zeit verloren.